# Numenios (Satrap)
Numenios (altgriechisch Νουμήνιος Noumḗnios) war unter dem seleukidischen König Antiochos III. oder Antiochos IV. Statthalter in der Satrapie des Erythräischen Meeres.
Nach einer kurzen Nachricht bei Plinius hat er an einem Tag zwei Schlachten gegen die Perser gewonnen, einmal mit einer Flotte, das andere Mal mit seiner Reiterei. Bei den bei Plinius genannten Persern handelt es sich um die Provinz Persis, die offensichtlich versuchte, sich vom seleukidischen Reich zu lösen, was eben von Numenios erfolgreich verhindert wurde. Numenios errichtete ein doppeltes Siegeszeichen, das er dem Zeus und Poseidon widmete.